# Турчанинов переулок
Турчани́нов переу́лок — улица в центре Москвы в Хамовниках между Пречистенской набережной и Остоженкой.

## Происхождение названия
В XVIII веке назывался Конюшенный переулок по его расположению при казённом конюшенном дворе, затем — Турчаниновский, по домовладельцу поручику С. Г. Турчанинову. В конце XVIII — начале XIX веков назывался 3-й Ушаковский по более позднему и более крупному земле- и домовладельцу генерал-поручику Л. Ф. Ушакову; Ушаковскими назывались и два соседних переулка. В 1922 году в целях устранения номерных названий все три Ушаковских переулка были переименованы. 1-й Ушаковский стал Коробейников, 2-й — Хилков, а 3-й Ушаковский снова получил название начала XIX века, но уже в форме Турчанинов.

## Описание
Турчанинов переулок начинается от Пречистенской набережной, проходит на северо-запад до Остоженки, за которой переходит в Кропоткинский переулок.

## Примечательные здания и сооружения
По нечётной стороне:
- № 1/3 — кафе «Чайка»;
- № 3, строение 1 — детско-юношеская спортивная школа «Чайка» (мини-гольф, плавание, теннис); бассейн «Чайка»;

По чётной стороне:
- № 2 — дом причта Старообрядческой Остоженской общины. Деревянный дом построен в 1905 году по заказу П. П. Рябушинского для домовой церкви во имя Покрова Пресвятой Богородицы. После возведения в 1911 году соседней церкви (№ 4) здание стало домом причта. После революции в доме были устроены коммунальные квартиры. Ныне домом снова владеет старообрядческая община[1];
- № 4, строение 1 — Старообрядческий Храм во имя Покрова Пресвятыя Богородицы (1911, архитекторы В. М. Маят, В. Д. Адамович);
- № 6 — Государственный республиканский центр русского фольклора; журнал «Народное творчество».

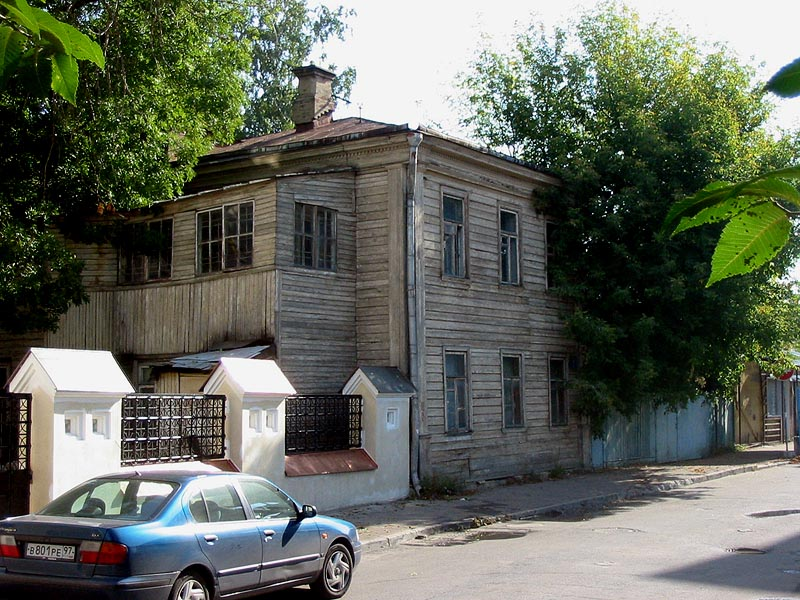
Дом причта Старообрядческой Остоженской общины (№ 2)
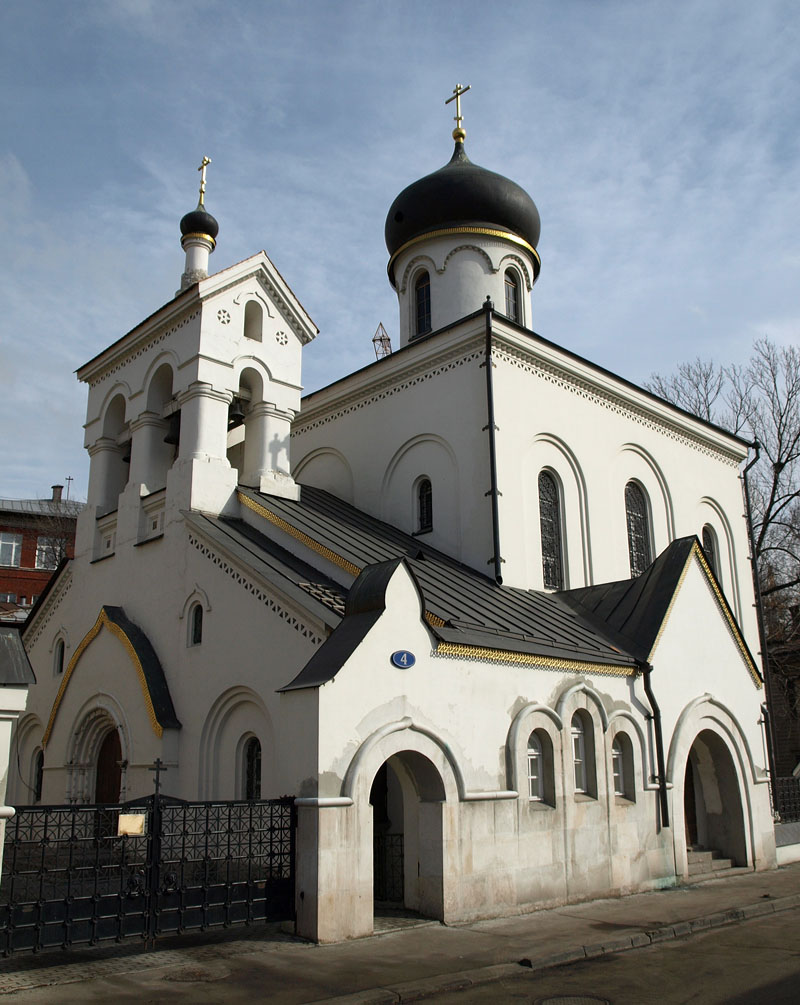
Старообрядческий Храм во имя Покрова Пресвятыя Богородицы (№ 4, стр. 2)
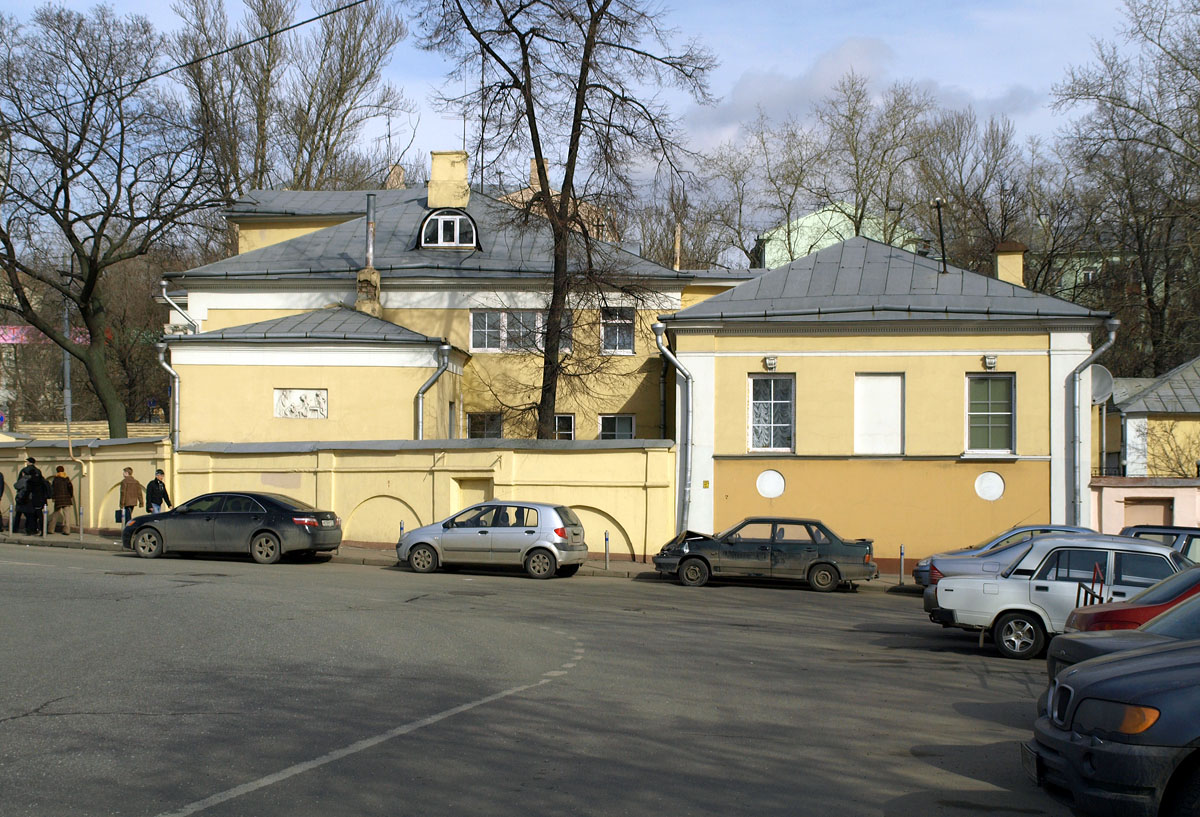
Дом № 8 на углу с Остоженкой